# New Washington (Ohio)
New Washington è un villaggio degli Stati Uniti d'America, situato nello stato dell'Ohio, nella contea di Crawford.